# ريان جارفيس
ريان جارفيس (11 يوليو 1986 في المملكة المتحدة - ) (بالإنجليزية: Ryan Jarvis)‏ هو لاعب كرة قدم بريطاني في مركز الهجوم. شارك مع منتخب إنجلترا تحت 16 سنة لكرة القدم ومنتخب إنجلترا تحت 17 سنة لكرة القدم ومنتخب إنجلترا تحت 19 سنة لكرة القدم. أما مع النوادي، فقد لعب مع كولتشستر يونايتد ونادي توركي يونايتد ونادي كيلمارنوك ونادي ليتون أورينت ونادي نورثامبتون تاون ونادي والسول ونادي يورك سيتي ونوتس كاونتي ونورويتش سيتي ونادي ألدرشوت تاون ولوستوفت تاون ‏.

## وصلات خارجية
- ريان جارفيس على موقع قاعدة بيانات كرة القدم.إي يو (الإنجليزية)
- ريان جارفيس على موقع Soccerbase.com (لاعب) (الإنجليزية)
- ريان جارفيس على موقع Soccerway.com (الإنجليزية)
- ريان جارفيس على موقع عالم كرة القدم.نت (الإنجليزية)